# Mississippi Saxophone
Mississippi Saxophone - Bruce Ewan with André Christovam Trio, ou simplesmente Mississippi Saxophone, é um álbum musical do gaitista estadunidense Bruce Ewan acompanhado do trio liderado pelo guitarrista de blues brasileiro André Christovam, que é considerado o principal artista de blues do cenário musical brasileiro. O álbum foi lançado em 1996 sob o selo Movieplay do Brasil.

## Receptividade crítica
Para Edson Franco, crítico musical da Folha de S.Paulo, "o irregular CD "Mississippi Saxofone", traz o gaiteiro norte-americano acompanhado pela banda do guitarrista brasileiro André Christovam. Muito mais do que exibir as virtudes de Ewan, esse trabalho jogou luz sobre um aspecto pouco explorado da guitarra de Christovam. Comedido, ele incorpora o espírito de guitarrista de banda e cria bases para lá de criativas". Em outra resenha, o mesmo crítico concluiu: "a produção asséptica deixou o trabalho sem alternâncias. Apesar da boa voz, o canto carece da sinceridade exigida pelo blues".

## Faixas
01. Koo Zow Stomp - 2:59

02. Eyesight to the Blind - 4:15

03. Black Night - 6:50

04. Check Up On My Baby - 3:17

05. Shake Your Boogie - 4:00

06. I Wish You Would - 3:12

07. My Love is Here to Stay - 3:51

08. San-ho-zay - 3:49

09. Mean Old Train - 3:30

10. Money, Marbles and Chalk - 3:18

11. I Got to Go - 2:32

12. Pretty Baby - 3:07

13. Tough Times - 4:13

14. Chitlins Con Carne - 3:24

## Créditos Musicais
- Bruce Ewan - Vocal, Gaita e Harmônica
- André Christovam - Guitarra
- Fabrício Zaganin - Baixo Elétrico
- Mario Fabri - Bateria

### Fichá técnica
- Estúdio: Teclacordy (Rack) / SP
- Produtor: Nenê Jr.
- Técnico: José Luiz
- Mixagem: Teclacordy / José Luiz e André Christovam
- Masterização: Sun Trip / Albherto Leesus